# Stella Jongmans
Stella Helena Jongmans (ur. 17 maja 1971 w Voorburgu) – holenderska lekkoatletka, biegaczka średniodystansowa, srebrna medalistka halowych mistrzostw Europy, dwukrotna olimpijka.

## Kariera sportowa
Specjalizowała się w biegu na 800 metrów. Zdobyła w nim brązowy medal na mistrzostwach Europy juniorów w 1989 w Varaždinie. Odpadła w półfinale tej konkurencji na mistrzostwach świata juniorów w 1990 w Płowdiwie.
Jako seniorka zajęła 5. miejsce w biegu na 800 metrów na halowych mistrzostwach Europy w 1992 w Genui. Odpadła w eliminacjach na igrzyskach olimpijskich w 1992 w Barcelonie. Została zdyskwalifikowana w biegu eliminacyjnym na halowych mistrzostwach świata w 1993 w Toronto. Zajęła 4. miejsce na halowych mistrzostwach Europy w 1994 w Paryżu, a na mistrzostwach Europy w 1994 w Helsinkach odpadła w półfinale. Zajęła 5. miejsce na halowych mistrzostwach świata w 1995 w Barcelonie. Odpadła w półfinale na mistrzostwach świata w 1995 w Göteborgu.
Zwyciężyła w biegu na 800 metrów na uniwersjadzie w 1995 w Fukuoce. Zdobyła srebrny medal na halowych mistrzostwach Europy w 1996 w Sztokholmie, przegrywając jedynie z Patricią Djaté z Francji, a wyprzedzając Swietłanę Mastierkową z Rosji. Odpadła w półfinale tej konkurencji na igrzyskach olimpijskich w 1996 w Atlancie. Zajęła 8. miejsce na mistrzostwach świata w 1997 w Atenach, 4. miejsce na halowych mistrzostwach Europy w 1998 w Walencji i 6. miejsce na halowych mistrzostwach Europy w 2000 w Gandawie.
Stella Jongmans była mistrzynią Holandii w biegu na 400 metrów w 1996, w biegu na 800 metrów w latach 1993–1995, 1997–1999, 2001 i 2002 oraz w biegu na 1500 metrów w latach 1992–1994. W hali była mistrzynią Holandii w biegu na 800 metrów w latach 1993–1997, 2000 i 2002 oraz w biegu na 1500 metrów w 1994 i 1997.
28 czerwca 1998 w Eindhoven ustanowiła rekord Holandii w sztafecie 4 × 400 metrów czasem 3:32,31.

## Rekordy życiowe
Rekordy życiowe Stelli Jongmans:
- bieg na 800 metrów – 1:58,61 (28 czerwca 19952 Hengelo)
- bieg na 800 metrów (hala) – 2:00,67 (19 lutego 1998, Sztokholm)